# Dusan Mladjan
Dusan Mladjan (auch Dusan Mlađan; * 16. November 1986 in Belgrad) ist ein schweizerisch-serbischer Basketballspieler. 

## Laufbahn
Der insbesondere für seine Treffsicherheit beim Distanzwurf bekannte Bruder von Marko Mladjan spielte zunächst für Lugano Viganello in der Nationalliga A. Zwischen 2005 und Januar 2008 spielte der 1,98 Meter grosse Flügelspieler in Italien, beim Erstligisten Snaidero Udine, dann beim Zweitligisten NBV Reggio Calabria, dann kurzzeitig beim Erstligisten Cimberio Varese, ehe er zu Jahresbeginn 2008 nach Lugano zurückkehrte. Nach einem weiteren kurzen Abstecher nach Italien während des Spieljahres 2008/09 trug Mladjan wieder das Trikot der Lugano Tigers, und zwar bis zum Ende der Saison 2012/13. 2010, 2011 und 2012 wurde er mit Lugano Schweizer Meister, 2011 und 2012 zusätzlich Pokalsieger.
In der Saison 2013/14 stand er in Diensten des serbischen Klubs KK Radnicki Kragujevac, von 2014 bis 2016 verstärkte er die Lions de Genève in der Nationalliga A. 2015 errang er mit den Genfern den Schweizer Meistertitel.
2016 schloss er sich Fribourg Olympic an, in der Saison 2017/18 gewann er mit den Saanestädtern die Meisterschaft, den Pokalwettbewerb sowie den Ligapokal und erzielte im entscheidenden Meisterschaftsspiel gegen Genf den Dreipunktwurf zum Titelgewinn. 2018/19 gewann er mit Fribourg wieder die Meisterschaft sowie den Pokalwettbewerb.
Vom Internetdienst eurobasket.com wurde Mladjan in den Spieljahren 2012/13 und 2014/15 zum besten Spieler der Nationalliga A gewählt. In den Saisons 2009/10, 2010/11, 2011/12, 2012/13, 2014/15 und 2017/18 kürte ihn eurobasket.com jeweils zum besten einheimischen Spieler der Nationalliga A.
2019 wechselte er zu SAM Basket Massagno.

### Nationalmannschaft
Bei der B-Europameisterschaft im Altersbereich U20 erzielte Mladjan im Juli 2006 pro Spiel 32,3 Punkte und verbuchte damit den höchsten Wert aller Spieler während des Turniers. Auch in der A-Nationalmannschaft war Mladjan jahrelang Leistungsträger und führender Korbschütze. Zudem diente er als Mannschaftskapitän der „Nati“. Ende November 2020 erzielte er in der EM-Ausscheidung im Spiel gegen Serbien Sekundenbruchteile vor dem Ertönen der Schlusssirene den Siegtreffer mit einem Dreipunktewurf, was vom Weltverband FIBA als geschichtsträchtiger Treffer für den Schweizer Basketball eingestuft wurde.